# Chalkoarai
Dans la mythologie grecque, les Chalkoarai (« Ceux sur qui tomba une malédiction de bronze ») sont les fils d'Héraclès et Mégara.
Leur nombre varie selon les sources : Pindare en connait huit, Phérécyde cinq mais Euripide seulement trois, cette réduction étant peut-être imposée par les conventions théâtrales. Les sources plus tardives reprennent cette version, s'accordant généralement sur les noms : Créontiadès, Thérimaque et Déicoon

## Mythe
Ils sont brûlés vif par leur père lorsque celui-ci connaît un accès de folie inspiré par Héra. D'après Pausanias, leur tombeau était situé à Thèbes, et Pindare décrit les sacrifices que les Thébains faisaient aux portes Électre en leur honneur.